# Швабль, Манфред
Манфред Швабль (нем. Manfred Schwabl; 18 апреля 1966 года, Хольцкирхен) — немецкий футболист, полузащитник. Известен по выступлениям за мюнхенскую «Баварию» и «Нюрнберг». Провёл четыре матча за сборную ФРГ. В настоящее время является президентом футбольного клуба «Унтерхахинг».

## Достижения
«Бавария»
- Чемпион ФРГ: 1985/86, 1989/90
- Обладатель кубка ФРГ: 1985/86

## Личная жизнь
Сын Манфреда — Маркус — также футболист.